# Noorbeek (gemeente)
Noorbeek is een voormalige gemeente in Nederlands Zuid-Limburg. De gemeente ging in 1982 op in Margraten, die in 2011 weer opging in Eijsden-Margraten. Noorbeek grensde aan de gemeenten Mheer, Gulpen en Slenaken.
Naast het dorp Noorbeek bevatte de gemeente de buurtschappen en gehuchten Wesch, Bergenhuizen, Hoogcruts, Terlinden, Vroelen, Schey en een deel van Schilberg, Ulvend en Kaltenroth.
Noorbeek was een van de zuidelijkst gelegen gemeenten van Nederland en een van de eerste die werd bevrijd in de Tweede Wereldoorlog.
In de gemeente staat een parochiekerk, de St. Brigidakerk in Noorbeek. Inwoners van omliggende gehuchten waren aangewezen op deze kerk.

## Referentie
1. ↑  Meer, Ad van der en Boonstra, Onno "Repertorium van Nederlandse gemeenten" 1812–2011, KNAW, 2006/2011 download (archive.org)